# Sesta riforma statale del Belgio
La sesta riforma statale del Belgio è il risultato della formazione di governo belga avvenuta tra il 2010 e il 2011, che 541 giorni di negoziazioni ne fanno la trattativa più lunga mai verificatasi in Belgio e probabilmente nel mondo. L'accordo venne fatto tra i cristiano-democratici CD&V e CDH, i socialdemocratici SPA e PS, i liberali Open Vld e MR, e gli ecologisti Groen! e Ecolo. I primi sei partiti entrarono poi nel Governo Di Rupo. Il partito nazionalista fiammingo Nuova Alleanza Fiamminga, diventato il primo partito dopo le elezioni del 2010, non prese parte né all'accordo né alla successiva coalizione di governo.
È anche chiamato Accordo Farfalla (olandese: Vlinderakkoord; francese: Accord papillon), in riferimento al papillon che l'allora primo ministro Elio Di Rupo porta quasi sempre.

## Contenuti
Riforma costituzionale
- Il Senato belga non è più eletto direttamente, ma diventa un'assemblea composta da 60 membri dei parlamenti regionali, in parte nominati e in parte cooptati;
- Oltre alle Fiandre e alla Vallonia, rispettivamente di lingua fiamminga e francese, anche la Regione di Bruxelles-Capitale e la Comunità germanofona del Belgio hanno autonomia costitutiva.

Bruxelles e l'area Bruxelles-Halle-Vilvoorde
- Il collegio elettorale di Bruxelles-Halle-Vilvoorde viene suddiviso;
- Il distretto giurisdizionale di Bruxelles viene riformato.

Trasferimento delle competenze dal livello federale al livello regionale e delle comunità
- Le regioni assumono competenza in materia economica e lavorativa, le comunità sono responsabili delle politiche inerenti alla famiglia.

Riforma della legge finanziaria
- Le comunità e le regioni sono finanziate in maniera differente tra loro e hanno più autonomia fiscale.